# Estoloides costaricensis
Estoloides costaricensis là một loài bọ cánh cứng trong họ Cerambycidae.